# Episodi di Questo nostro amore (terza stagione)
La terza stagione della serie televisiva Questo nostro amore, composta da 12 episodi, viene trasmessa in prima visione assoluta in Italia su Rai 1 dal 1º aprile 2018.
La stagione prende anche il nome di Questo nostro amore 80, dal periodo storico in cui è ambientata.
La terza stagione questa volta è diretta da Isabella Leoni. La sigla di questa 3ª serie "Time" è cantata da L'Aura.
| nº | Titolo      | Prima TV Italia |
| -- | ----------- | --------------- |
| 1  | Episodio 1  | 1º aprile 2018  |
| 2  | Episodio 2  | 1º aprile 2018  |
| 3  | Episodio 3  | 3 aprile 2018   |
| 4  | Episodio 4  | 3 aprile 2018   |
| 5  | Episodio 5  | 10 aprile 2018  |
| 6  | Episodio 6  | 10 aprile 2018  |
| 7  | Episodio 7  | 17 aprile 2018  |
| 8  | Episodio 8  | 17 aprile 2018  |
| 9  | Episodio 9  | 24 aprile 2018  |
| 10 | Episodio 10 | 24 aprile 2018  |
| 11 | Episodio 11 | 1º maggio 2018  |
| 12 | Episodio 12 | 1º maggio 2018  |

## Episodio 1

### Trama
Siamo ancora nel 1971, Anna e Vittorio stanno cercando di ricostruire il loro rapporto ma per Anna è difficile superare il tradimento di Vittorio con la segretaria Emanuela accaduto 4 mesi prima. Per questo motivo decide di andare anche da uno psicanalista per cercare aiuto. 
Salvatore cerca di convincere Teresa, incinta di sette mesi, ad andare in maternità e lasciare il lavoro per dedicarsi alla famiglia, cosa che Teresa proprio non vuole. L'Ingegner Marchisio le affida una promozione e le chiede di accompagnarla per un viaggio di lavoro, ma poco dopo averglielo detto, la donna va in travaglio. Teresa dà alla luce una bambina, Rosa, affetta dalla sindrome di Down
Anna decide di perdonare Vittorio e provare a ricostruire il loro rapporto, ma in ospedale, Salvatore vede Emanuela e scopre che lei è rimasta incinta e aspetta un figlio da Vittorio,  lo chiama per informarlo. Vittorio comunica ad Anna la dolorosa notizia, per Anna è troppo dura da sopportare e decide di mettere fine alla loro storia.
Benedetta e Bernardo hanno deciso di trasferirsi in Sicilia, dove hanno intenzione di comprare un pezzo di terra da coltivare, da sempre il sogno di Bernardo. La ragazza informa Luca, il padre di Marco, del loro progetto, ma lui non la prende bene. Il giorno della partenza, Benedetta è assalita dai dubbi, non sa se sia giusto portare via Marco da suo padre, e informa Bernardo dei suoi dubbi, i due litigano, e Bernardo parte da solo, ma poi torna a casa. Benedetta cerca di trovare una soluzione che permetta a Bernardo di inseguire il suo sogno e Luca di vedere Marco. Chiede l’aiuto del padre, infatti un suo amico possiede un vecchio casolare da ristrutturare vicino a Torino, cosi i due ragazzi decidono di trasferirsi lì.

## Episodio 2

### Trama
Sono passati dieci anni, siamo nel 1981. Vittorio per cercare di dimenticare Anna si è trasferito a Manchester per lavorare nell'azienda che aveva acquistato il brevetto della SIDER, ma il suo amore per Anna sembra rimasto invariato. 
Teresa continua a lavorare per l’ingegner Marchisio e si sta costruendo una carriera. Salvatore ormai in pensione, si annoia. Bernardo e Benedetta vivono felici in campagna, hanno avuto un bambino, Matteo che stanno crescendo insieme a Marco. I bambini sono tutti cresciuti: Fortunato e Marina si sono laureati, Domenico lavora sulle navi da crociera come animatore e Ciccio e Clara frequentano l'ultimo anno di liceo.
Le famiglie Strano e Costa Ferraris si ritrovano insieme al casale di Benedetta e Bernardo per un'occasione speciale, Anna ha infatti deciso di presentare il nuovo fidanzato Ettore, il suo ex analista, alle figlie. Vittorio sceglie proprio quel giorno per fare loro una visita a sorpresa e quando scopre che Anna non è più sola ma in una relazione stabile decide di non ripartire più e di tornare a vivere a Torino, rifiutando una promozione.

## Episodio 3

### Trama
La notizia della permanenza di Vittorio a Torino suscita diverse reazioni. Marina e Clara sono contente mentre Anna è perplessa, per questo motivo accetta l'invito di accompagnare Ettore a Boston per una conferenza.
In casa Strano, Fortunato resta coinvolto negli scontri tra studenti e polizia all'università e, durante i tafferugli, incontra Caterina e ne rimane affascinato. Domenico riceve un'offerta di lavoro da una televisione privata. Ciccio è follemente innamorato di Clara, ma tiene i suoi sentimenti segreti.
Benedetta incontra un fotografo famoso di nome Fabrizio Acciai, che le chiede di lavorare con lui a Milano come sua assistente. Purtroppo però Bernardo non è molto felice di ciò. 
L’ingegner Marchisio, il principale di Teresa, rimane vittima di un attentato.

## Episodio 4

### Trama
Mentre Teresa assiste l'ingegner Marchisio in ospedale, Salvatore, annoiandosi in pensione, è alla ricerca di nuove idee su cui investire.
Fortunato trova il braccialetto che Caterina ha perso nel suo laboratorio ma non sa che il gioiello è  simile a quello che l'ing. Marchisio ricorda al polso di uno dei suoi attentatori. 
Domenico si presenta al suo colloquio di lavoro alla TV privata ma riceve molestie dal produttore televisivo.
Benedetta ha la possibilità di esporre le sue foto in una mostra fotografica, ma questa non va come sperato, per questo la ragazza decide di accettare l'offerta di lavoro di Fabrizio e lo raggiunge a Milano. Bernardo accetta con tristezza la sua partenza.
Vittorio intanto cerca di recuperare il tempo perso e ricucire il rapporto con le figlie, soprattutto con Clara, che sta vivendo un momento difficile perché si sente tradita e abbandonata dal padre e non tollera la presenza di Giacomo. Vittorio trova ogni pretesto per chiamare Anna negli Stati Uniti.

## Episodio 5

### Trama
Mentre Anna è ancora in America, Vittorio e Salvatore insieme ai loro figli Clara, Giacomo, Rosa e Ciccio ed i nipoti Marco e Matteo partono a bordo di un furgone per la Svizzera. Scopo del viaggio è  informarsi sui progetti legati alla costruzione dei bunker antinucleari che Salvatore vorrebbe vendere. 
Durante il viaggio, Vittorio simula un guasto al furgone, per costringere la famiglia a sostare in un paese dove si tiene una sagra, e convincere l'amico a rinunciare ai bunker, e fare in modo che i figli comincino ad andare d'accordo. Ma mentre stanno giocando i bambini spariscono tra la folla, ma fortunatamente alla fine vengono ritrovati, e Clara dimostra per la prima volta affetto nei confronti del fratello.
Alla fine Salvatore riesce ad andare all'appuntamento per vedere i bunker accompagnato da Rosa, ma quando la bambina si sente male a causa dell'ambiente chiuso del bunker e viene definita “problematica”, Salvatore difende la figlia e rinunciare al progetto.
Benedetta inizia a lavorare a Milano, Fabrizio ne nota il talento e le propone un lavoro a Londra. Intanto Bernardo cerca di salvare l'acero che è stato attaccato da un fungo, non vuole abbatterlo perché ha un valore sentimentale, infatti lui e Benedetta lo avevano piantato quando si erano trasferiti in campagna. Alba, la vicina rimasta sola, visto che Nicola è andato a trovare il padre, sentendosi sola cerca la compagnia di Bernardo.
Caterina regala a Fortunato il suo braccialetto, è lo stesso che l'Ingegnere Marchisio ricorda indosso ai suoi aggressori. Intanto L'Ingegnere Marchisio, grazie all'aiuto di Teresa riesce a superare le sue paure e torna al lavoro.
In America, Ettore chiede ad Anna di sposarlo e la donna accetta.

## Episodio 6

### Trama
Vittorio non si è ancora arreso e vuole riconquistare Anna. Sapendo del suo ritorno da Boston, si presenta a casa sua con un mazzo di fiori, ma lì trova Ettore che è passato da casa per lasciare dei regali e scopre che Anna è rimasta in America per lavoro. Vittorio ci resta molto male, e cerca di capire se c'è qualcosa che non va tra i due. Pressato dalle sue domande Ettore confessa a Vittorio che lui e Anna hanno deciso di sposarsi.
La notizia dell’imminente matrimonio tra Anna ed Ettore getta Vittorio nello sconforto; Salvatore cerca di stare vicino all'amico e tirargli su il morale. Anche le figlie si sentono un po' disorientate, soprattutto Clara che non riesce a credere che dopo tutto quello che i genitori hanno passato per riuscirsi a sposare, ora la madre sposi un altro uomo.
Vittorio ancora scosso per la notizia, chiama Anna e le confessa tutto il suo amore. Quando la donna gli dice di non voler guardare indietro, l'uomo decide di prenotare un volo per Boston e raggiungerla.
Benedetta ha deciso di andare qualche giorno a Londra con Fabrizio, ma non ha il coraggio di dirlo a Bernardo, nemmeno quando lo raggiunge a casa per una breve visita. La donna vive un conflitto interiore: ama la sua famiglia ma, allo stesso tempo, non vuole rinunciare alla sua passione per la fotografia.
Caterina ,per evitare i controlli della Polizia, accetta l'invito di Fortunato a cena, dove conosce tutta la famiglia Strano, e lì  la ragazza nasconde nella stanza di Rosa una borsa che non si sa bene cosa contiene.
L'Ingegnere Marchisio regala una spilla a Teresa in segno di ringraziamento per l'assistenza durante il suo ricovero, quando Salvatore lo scopre si ingelosisce e litiga con Teresa.

## Episodio 7

### Trama
Domenico decide di comprare una tv privata, Tele Dora, e chiede a Vittorio di entrare in società. Vittorio in partenza per Boston temporeggia e gli risponde che ci penserà.
Marina, invece, si ritrova faccia a faccia con la moglie del suo professore e capisce che lui le ha mentito e non l’ha mai lasciata. Tornata a casa cerca conforto in Domenico e finisce per andare a letto con lui.
La famiglia Strano, resta coinvolta nelle indagini dei Carabinieri sull'attentato subito dall'Ingegnere Marchisio in seguito al ritrovamento nella zaino di Rosa di volantini di rivendicazione dell'attentato; in realtà lo zaino appartiene a Caterina che lo aveva nascosto a casa loro, ma che Salvatore aveva dato alla figlia credendo fosse suo. Teresa viene prelevata dall'ufficio, mentre i Carabinieri perquisiscono casa Strano e ritrovano il bracciale che Caterina aveva regalato a Fortunato, lo stesso bracciale che l'ingegnere aveva descritto perché indossato dall'aggressore.
Domenico si spaccia per Fortunato e ammette di esserne il proprietario ed insieme a Ciccio e Salvatore vengono portati in carcere. Rosa e Teresa vengono rimandate a casa mentre gli altri vengono trattenuti e interrogati.
Bernardo e Teresa vanno a prendere Fortunato all’università e lo aggiornano sui fatti, il piano è quello di farlo scappare. Intanto Teresa va da Caterina per parlarle e convincerla a costituirsi, ma lei si limita a darle il nome di un buon avvocato e scappa via.
Intanto Vittorio è bloccato a Boston per via di una tempesta di neve che causa la cancellazione di tutti i voli, mentre Anna riesce a prendere l’ultimo volo disponibile e raggiunge Teresa per darle sostegno. Teresa confessa all' amica di sentirsi in colpa, poiché se fosse stata a casa si sarebbe accorta dello zaino di Rosa e non sarebbe successo nulla.
Benedetta non avendo detto a nessuno di essere andata a Londra non riesce a tornare a casa; la sua scelta ferisce Bernardo.
Fortunato si costituisce e viene portato in carcere, mentre il resto della sua famiglia torna a casa. Ettore chiede al fratellastro Ottavio, col quale non ha un buon rapporto a causa di una lite in passato, di aiutare gli Strano.

## Episodio 8

### Trama
Caterina trova finalmente il coraggio di costituirsi e Fortunato viene quindi scarcerato.
Benedetta è ancora a Londra e non riesce a raggiungere casa Strano dove si festeggia la scarcerazione di Fortunato. Vittorio riesce ad arrivare a Torino, ma giusto in tempo per assistere ad un brindisi di auguri per Anna e Ettore.
Teresa decide di lasciare il lavoro: quello che è successo infatti le ha fatto capire che vuole stare a casa con la famiglia e prendersi cura del marito e dei figli; Ornella cerca di farle cambiare idea ma non ci riesce.
Benedetta torna da Londra e cerca di recuperare il suo rapporto con Bernardo, che le rimprovera di non essere tornata in un momento difficile per la sua famiglia. Lei si scusa ancora e gli propone di comprare il terreno di Nicola con i soldi guadagnati e con quelli che potrebbe guadagnare continuando a lavorare. Bernardo però non è semplice da convincere: i due infatti hanno un battibecco,  ma una notte d'amore sembra appianare le discussioni. Intanto però a Londra Fabrizio si ritrova a pensare a Benedetta.
Teresa confessa ad Anna che non si trova a proprio agio a casa: si sente soffocare e le manca il lavoro. Anna invece le confessa di non avere ancora deciso la data delle nozze perché aveva sempre immaginato di sposarsi con Vittorio e adesso le sembra strano programmare un matrimonio con un altro uomo. Rimasta sola Anna chiama Vittorio chiedendogli un posto di lavoro per l’amica alla nuova tv. Lui acconsente e coglie l'occasione per corteggiala ancora e le confessa di averla cercata a Boston, ripetendole nuovamente che la ama ancora . Anna non risponde, ma una volta a casa di Ettore lo informa di avere deciso una data per le loro nozze.

## Episodio 9

### Trama
Anna ed Ettore, firmano la promessa di matrimonio. Lui intanto invita a pranzo le figlie di Anna per chiedere loro un'opinione sul matrimonio e invitarle a vivere da lui insieme ad Alberta. Marina sembra essere d'accordo, Clara invece è scontrosa.
Vittorio cerca di dimenticare Anna buttandosi sul lavoro e decide di acquistare TeleDora in società con Domenico, assume come suo avvocato Ottavio, il fratello di Ettore. Venuta a conoscenza della notizia Anna si arrabbiata molto e gli chiede di stare lontano dalla sua vita.
Teledora, però, non si vede perché avrebbe bisogno di un'antenna più grande. Ad installarla ci pensa Salvatore che spronato da Rosa e dopo essere stato accusato da Teresa di non fare nulla per aiutare Domenico corre in suo aiuto. Durante la prima diretta di Domenico il giovane ringrazia il padre
Fabrizio chiede a Benedetta di lavorare ancora per lui. Ma lei rifiuta l’offerta per non far arrabbiare Bernardo e cerca di fargli capire che anche se ha voglia di continuare a lavorare questo non vuol dire che non voglia più stare con lui e ami la loro famiglia. Tra i due sembra essere tutto a posto e i due decidono di comprare il terreno di Nicola. Ma a causa di un’incauta battuta di Nicola, Bernardo scopre che Benedetta ha lavorato a Londra senza dirglielo e arrabbiato manda all'aria l’acquisto del terreno. Più tardi a casa, i due continuano a litigare, Bernardo le dice che ha bisogno di stare da solo e allontana Benedetta, le chiede di andare a Milano e accettare il lavoro che Fabrizio le aveva offerto.
Caterina non collabora con la Polizia che chiede aiuto a Fortunato. Il giudice gli chiede di convincerle la ragazza ad ammettere che ad avere sparato all'Ingegnere Marchisio sia stato il suo amico Leone Monetti, in cambio lei potrebbe avere uno sconto di pena, ma la ragazza è sempre scontrosa e non gli rivela nulla.

## Episodio 10

### Trama
Anna per errore del postino, riceve un pacco destinato a Vittorio, che a sua volta riceve l'abito da sposa di Anna. Quando lei si presenta a casa sua per scambiare i pacchi, Vittorio approfitta dell'occasione per parlare con lei e cercare di metterle dei dubbi sul matrimonio.
Fortunato continua ad incontrare Caterina in carcere, ma la ragazza è sempre molto dura con lui. Mentre Domenico e Marina finiscono nuovamente a letto insieme.
Salvatore vorrebbe iscrivere Rosa ad un corso di pattinaggio, ma fa fatica a trovare qualcuno che accetti la sua iscrizione al corso.
Intanto a Milano Fabrizio dichiara a Benedetta di essersi innamorato di lei e prendendola alla sprovvista la bacia, lei inizialmente lo respinge ma poi i due si baciano.
Intanto in campagna i bambini sentono la mancanza di Benedetta, Bernardo superando la sua rabbia, decide di andare a trovarla e farle una sorpresa.
Benedetta rifiuta le avance di Fabrizio, gli dice che non vuole tradire Bernardo e i suoi si scambiano un bacio di addio, ma proprio in quel momento Bernardo arrivato a Milano, assiste al bacio e arrabbiato si rimette in macchina guidando in modo spericolato,  la forte velocità causa un incidente in cui resta ferito Matteo. Il bambino, fortunatamente, sta bene. ma questo getta una crisi profonda tra loro due. Teresa ed Anna sembrano capire che tra i figli c'è qualche problema.
Fortunato viene licenziato dall'Università per quanto accaduto, Domenico, fingendosi suo fratello, va in carcere per cercare di allontanare Caterina da Fortunato, ma la ragazza capisce lo scambio di persone e difende Fortunato.
Nel frattempo Vittorio tenta un ultimo gesto per cercare di riconquistare Anna. Va in onda dagli studi di TeleDora cantando in diretta la loro canzone e professando il suo amore per Anna che le conferma continuerà anche se lei deciderà di sposarsi. 
Anna che sta assistendo alla diretta televisiva si commuove, ma più tardi raggiunge Vittorio e gli chiede di non presentarsi al suo matrimonio.

## Episodio 11

### Trama
Ettore chiede a Vittorio di farsi da parte una volta per tutte, per questo motivo lo invita al matrimonio, accettando così Vittorio mostrerà alle figlie che lui ha accettato il matrimonio.
È il giorno del matrimonio tra Anna ed Ettore. La donna si prepara ed esce di casa di prima mattina senza dire niente a nessuno. Durante una lunga passeggiata, ripensa alle parole di Vittorio in televisione, e dopo aver parlato con un cameriere per schiarirsi le idee, va in negozio e decide di cambiare abito da sposa.
Intanto in comune la cerimonia è pronta per iniziare ma Anna non arriva ,questo preoccupa tutti, tranne Vittorio che spera ancora che Anna non si presenti, ma all'ultimo minuto Anna arriva e il matrimonio viene celebrato. Vittorio è amareggiato, ma non perde la speranza e confessa a Salvatore che adesso non gli resta che aspettare che Anna divorzi.
Leopoldo, che ha lasciato moglie, chiama Marina per mostrarle la pubblicazione della ricerca che avevano condotto insieme e le chiede di dargli un'altra opportunità.
Benedetta e Bernardo non riuscendo a trovare una soluzione ai loro problemi, stanno prendendo in considerazione la possibilità di separarsi, ma non sono ancora riusciti a dirlo ai figli e alle loro famiglie.
Quando Vittorio viene a conoscenza della notizia raggiunge la figlia a Milano, Benedetta spiega che dopo tanto tempo sente il bisogno di dedicare un po' di tempo a se stessa, il padre le chiede di pensarci bene prima di prendere una decisione così importante e di non fare il suo stesso errore. La invita inoltre a non confondere la gratitudine che prova per Fabrizio per qualcosa di più.
Intanto Matteo sparisce, il bambino ha preso da solo la corriera ed è andato a Torino dalla nonna, Bernardo e Marco dopo averlo cercato invano lo raggiungono, anche Benedetta avvisata delle notizia corre a casa. Qui Benedetta e Bernardo parlano della loro situazione, la ragazza gli ribadisce il suo amore ma gli dice che in questo momento ha bisogno di stare da sola. 
Caterina ha deciso di collaborare con la Polizia e in cambio di una nuova identità, rivela dove è nascosto il responsabile dell’attentato all’Ingegner Marchisio. 
Marina, scopre di essere incinta, il padre del bambino è Domenico.

## Episodio 12

### Trama
Anna tornata dal viaggio di nozze in Norvegia, dove ha continuato a pensare alle parole dette da Vittorio, lo incontra e gli chiede di lasciarla libera e rispettare la sua scelta. Continua quindi ad organizzare la sua nuova vita, ma a complicare le cose c’è il fatto che Marina e Clara non vogliono trasferirsi a casa di Ettore, ma grazie all'intervento di Vittorio che invita le figlie a capire che devono supportare la madre in questa seconda parte della sua vita, alla fine cambiano idea.
Anna sembra apprezzare quello che Vittorio sta facendo e in lei sembrano cominciare a nascere i dubbi, forse i suoi sentimenti per lui non sono scomparsi.
Salvatore per fare contenta Rosa e realizzare il suo sogno di pattinare, prende lezioni di pattinaggio. Inoltre, chiede all'Ingegnere Marchisio di riassumere Teresa che accetta contenta di avere finalmente l’approvazione del marito
Vittorio accetta l'offerta di un grosso gruppo che vuole acquistare Teledora e lanciare Domenico.
Marina dice a Domenico che è incinta, lui non la prende benissimo e rimane senza parole, Marina lo rassicura che dirà che il figlio è di Leopoldo e lo crescerà da sola. Ma mentre Marina comunica alla sua famiglia di aspettare un bambino, Domenico capisce di volere il bambino e in diretta tv dichiara il suo amore a Marina. In questo modo le famiglie Costa e Strano vengono a conoscenza della relazione tra i due ragazzi.
Prima di partire per un luogo segreto con una nuova identità, Caterina riesce a salutare Fortunato
Benedetta e Bernardo stanno vivendo un periodo separati, lui è in campagna con i bambini, mentre lei è tornata a Milano dove Fabrizio le propone di andare a fare un reportage in Polonia, ma lei rifiuta. Quando torna a casa a prendere i bambini, che staranno qualche giorno con lei a Torino, lei e Bernardo parlano nuovamente del loro rapporto, Benedetta gli ribadisce che lui è l’unico uomo che lei sceglierebbe e si rammarica che entrambi si sono arresi alle prime difficoltà  e non sono stati in grado di credere pienamente nel loro amore. Le parole di Benedetta portano Bernardo a riflettere, la sera va a trovarla a casa, e dopo aver dato la buonanotte ai bambini e aver sentito Marco chiamarlo papà per la prima volta, ammette a Benedetta di continuare ad amarla e sceglierla nuovamente se lei lo vorrà.
Dopo questa dichiarazione, c’è un piccolo salto temporale,  ritroviamo le famiglie Costa e Strano riunite al casolare per festeggiare il Natale, sono tutti impegnati ad addobbare un grande albero in cortile,  intuiamo che Bernardo e Benedetta si sono riavvicinati decidendo di voltare pagina insieme e stanno ricostruendo il loro rapporto.
Anna e Vittorio rimasti in casa osservano da lontano,  Anna riflette sul “gene del casino” che ha generato la loro “pazza” famiglia e inizia a pensare che possa essere proprio il suo e bacia Vittorio, mandando a monte il suo matrimonio e tornando insieme a lui.
Durante i titoli di coda, vediamo che Ettore è sul lettino della psicanalista per cercare di superare la rottura con Anna, mentre Alberta sconfortata fa ritorno nella palazzina che aveva appena lasciato.